# Narai-juku

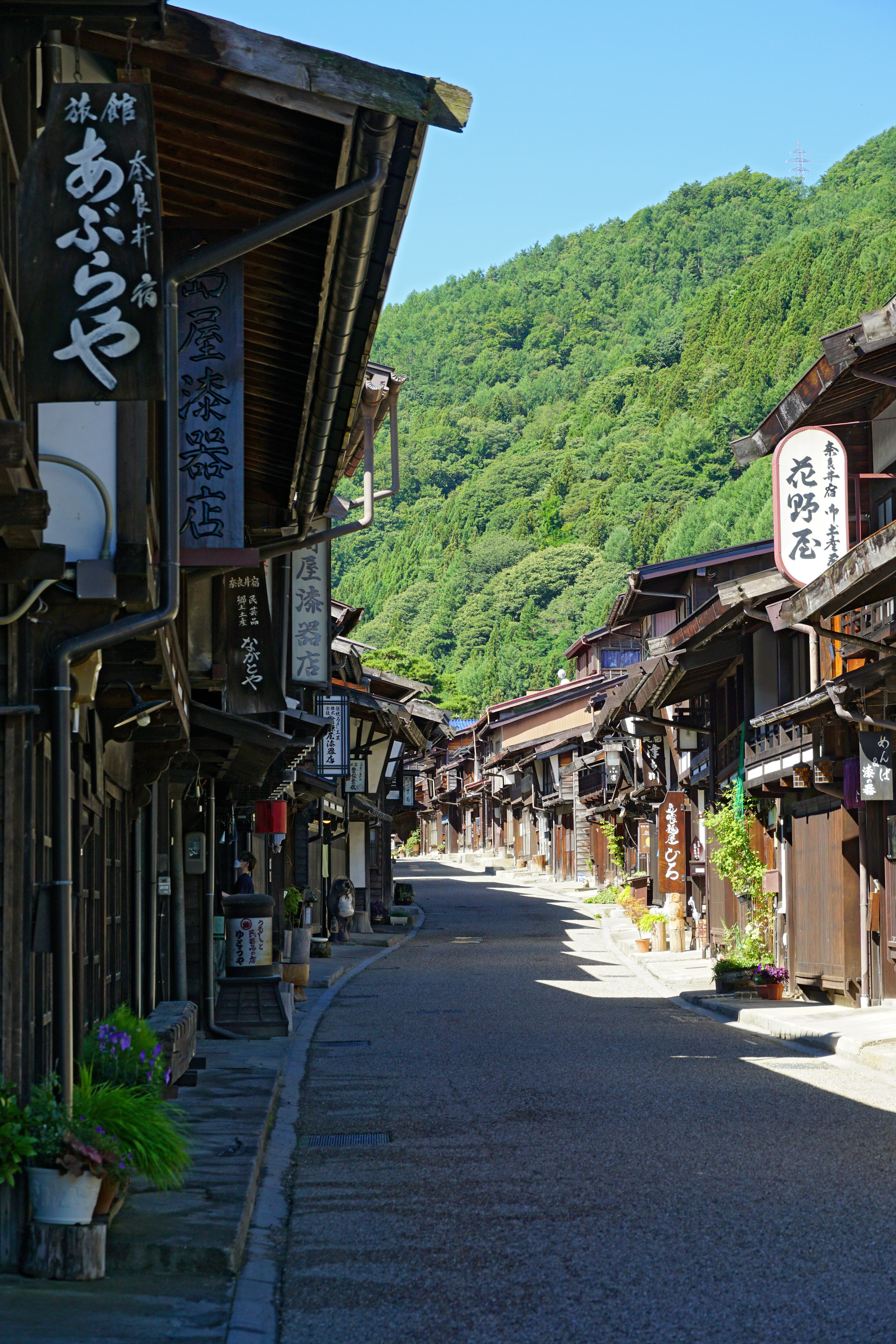
Narai-juku.

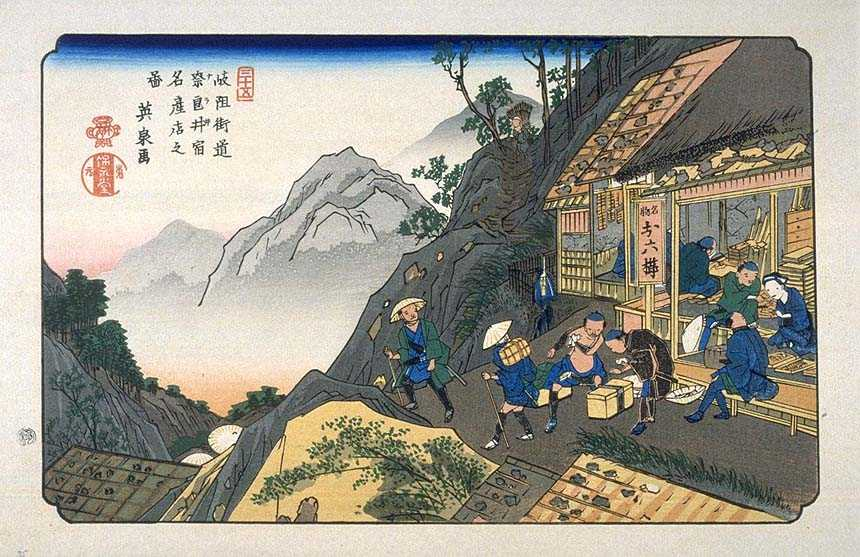
Narai-juku, estampe de Keisai Eisen dans la série Les Soixante-neuf Stations du Kiso Kaidō.

Narai-juku (奈良井宿, Narai-juku) était la trente-quatrième des soixante-neuf stations du Nakasendō, mais aussi la deuxième des onze stations du Kisoji. Elle est située dans la ville actuelle de Shiojiri, préfecture de Nagano au Japon.

## Histoire
Narai-juku était la plus élevée de toutes les stations le long du Kisoji. À cause des très nombreux visiteurs qui fréquentaient le col du Torii (鳥居峠, Torii tōge), Narai était une ville florissante surnommée « la ville aux mille bâtiments » (奈良井千軒, Narai senken). Celle-ci est à présent un des sites de préservation architecturaux du Japon, aussi les bâtiments ont-ils été conservés tels qu'ils étaient durant la période Edo.

## Stations voisines
Nakasendō et Kisoji
Niekawa-juku – Narai-juku – Yabuhara-juku